# Iogeton
Iogeton là một chi thực vật có hoa trong họ Cúc (Asteraceae).

## Loài
Chi Iogeton gồm các loài: